# 安什
安什（法語：Hinche，發音：[ɛ̃ʃ]）是海地中央省安什区的市镇，也是该省省会及该区首府，总面积588.4平方千米，2015年人口120867。